# Liste des longs métrages iraniens proposés à l'Oscar du meilleur film international

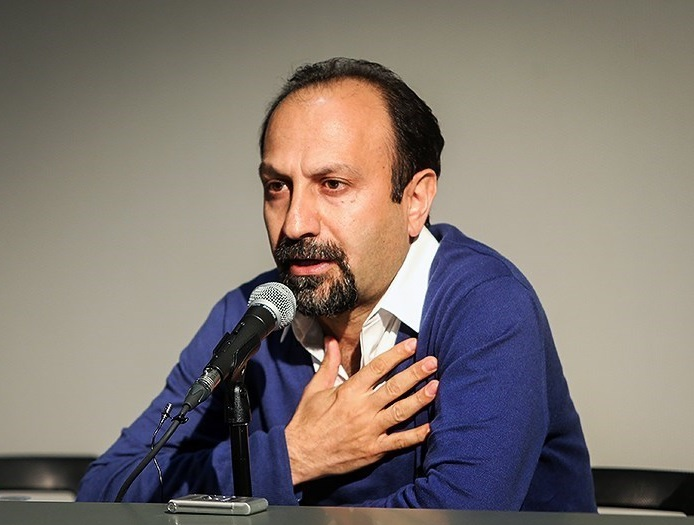
Asghar Farhadi à l'Oscar du meilleur film international en 2016

Cet article présente la liste des longs métrages iraniens proposés à l'Oscar du meilleur film international depuis 1968, lors de la 40e cérémonie des Oscars. L'Iran a ainsi proposé 24 films pour concourir dans cette catégorie ; parmi eux, trois ont obtenu une nominations aux Oscars dont deux ont remporté le prix.
L'Academy of Motion Picture Arts and Sciences (AMPAS) qui remet les Oscars du cinéma invite depuis 1957 les industries cinématographiques de tous les pays du monde à proposer le meilleur film de l'année pour concourir à l'Oscar du meilleur film en langue étrangère (autre que l'anglais). Le comité du prix supervise le processus et valide les films soumis. Par la suite, un vote à bulletin secret détermine les cinq nommés dans la catégorie, avant que le film lauréat ne soit élu par l'ensemble des membres de l'AMPAS, et que l'Oscar ne soit décerné lors de la cérémonie annuelle.

## Films proposés par l'Iran
| Année (Cérémonie) | Titre français                      | Titre original           | Réalisateur                   | Résultat          |
| ----------------- | ----------------------------------- | ------------------------ | ----------------------------- | ----------------- |
| 1978 (50e)        | Le Cycle                            | دايره مينا               | Dariush Mehrjui               | Non nommé         |
| 1995 (67e)        | Au travers des oliviers             | زیر درختان زیتون         | Abbas Kiarostami              | Non nommé         |
| 1996 (68e)        | Le Ballon blanc                     | بادکنک سفید              | Jafar Panahi                  | Non nommé         |
| 1998 (70e)        | Gabbeh                              | گبه                      | Mohsen Makhmalbaf             | Non nommé         |
| 1999 (71e)        | Les Enfants du ciel                 | بچه های آسمان            | Majid Majidi                  | Nommé             |
| 2000 (72e)        | La Couleur du paradis               | رنگ خدا                  | Majid Majidi                  | Non nommé         |
| 2001 (73e)        | Un temps pour l'ivresse des chevaux | زمانی برای مستی اسب‌ها    | Bahman Ghobadi                | Non nommé         |
| 2002 (74e)        | Le Secret de Baran                  | باران                    | Majid Majidi                  | Non nommé         |
| 2003 (75e)        | Man, Taraneh, panzdah sal daram     | من ترانه 15 سال دارم     | Rasul Sadrameli (fa)          | Non nommé         |
| 2004 (76e)        | Nafas-e amigh (fa)                  | نفس عمیق                 | Parviz Shahbazi               | Non nommé         |
| 2005 (77e)        | Les tortues volent aussi            | لاک‌پشت‌ها هم پرواز می‌کنند | Bahman Ghobadi                | Non nommé         |
| 2006 (78e)        | Kheili dour, Kheili nazdik (fa)     | خیلی دور خیلی نزدیک      | Reza Mirkarimi                | Non nommé         |
| 2007 (79e)        | Café transit                        | کافه ترانزیت             | Kambuzia Partovi              | Non nommé         |
| 2008 (80e)        | Mim mesle madar (fa)                | میم مثل مادر             | Rasul Mollagholipour (fa)     | Non nommé         |
| 2009 (81e)        | Le Chant des moineaux               | آواز گنجشکها             | Majid Majidi                  | Non nommé         |
| 2010 (82e)        | À propos d'Elly...                  | ...درباره الی            | Asghar Farhadi                | Non nommé         |
| 2011 (83e)        | Bedrod Baghdad (fa)                 | بدرود بغداد              | Mehdi Naderi (fa)             | Non nommé         |
| 2012 (84e)        | Une séparation                      | جدایی نادر از سیمین      | Asghar Farhadi                | Remporte l'Oscar  |
| 2014 (86e)        | Le Passé                            | گذشته                    | Asghar Farhadi                | Non nommé         |
| 2015 (87e)        | Un jour nouveau                     | امروز                    | Reza Mirkarimi                | Non nommé         |
| 2016 (88e)        | Mohammad, le Messager de Dieu       | محمد رسول‌الله            | Majid Majidi                  | Non nommé         |
| 2017 (89e)        | Le Client                           | فروشنده                  | Asghar Farhadi                | Remporte l'Oscar, |
| 2018 (90e)        | Nafas                               | نفس                      | Narges Abyar                  | Non nommé         |
| 2019 (91e)        | Cas de conscience (fa)              | بدون تاریخ، بدون امضاء   | Vahid Jalilvand               | Non nommé         |
| 2020 (92e)        | Dar jostojuye Farideh (fa)          | در جستجوی فریده          | Kourosh Ataee Azadeh Moussavi | Non nommé         |
| 2021 (93e)        | Les Enfants du soleil               | خورشید                   | Majid Majidi                  | Présélectionné,   |
| 2022 (94e)        | Un héros                            | قهرمان                   | Asghar Farhadi                | Présélectionné,   |
| 2023 (95e)        | Jang-e jahani sevom                 | جنگ جهانی سوم            | Houman Seyyedi                | Non nommé         |
| 2024 (96e)        | Negahban-e shab (fa)                | نگهبان شب                | Reza Mirkarimi                | Non nommé         |
| 2025 (97e)        | Dar aghooshe derakht (fa)           | در آغوش درخت             | Babak Khajehpasha (fa)        | En attente        |